# Pockenimpfstoff

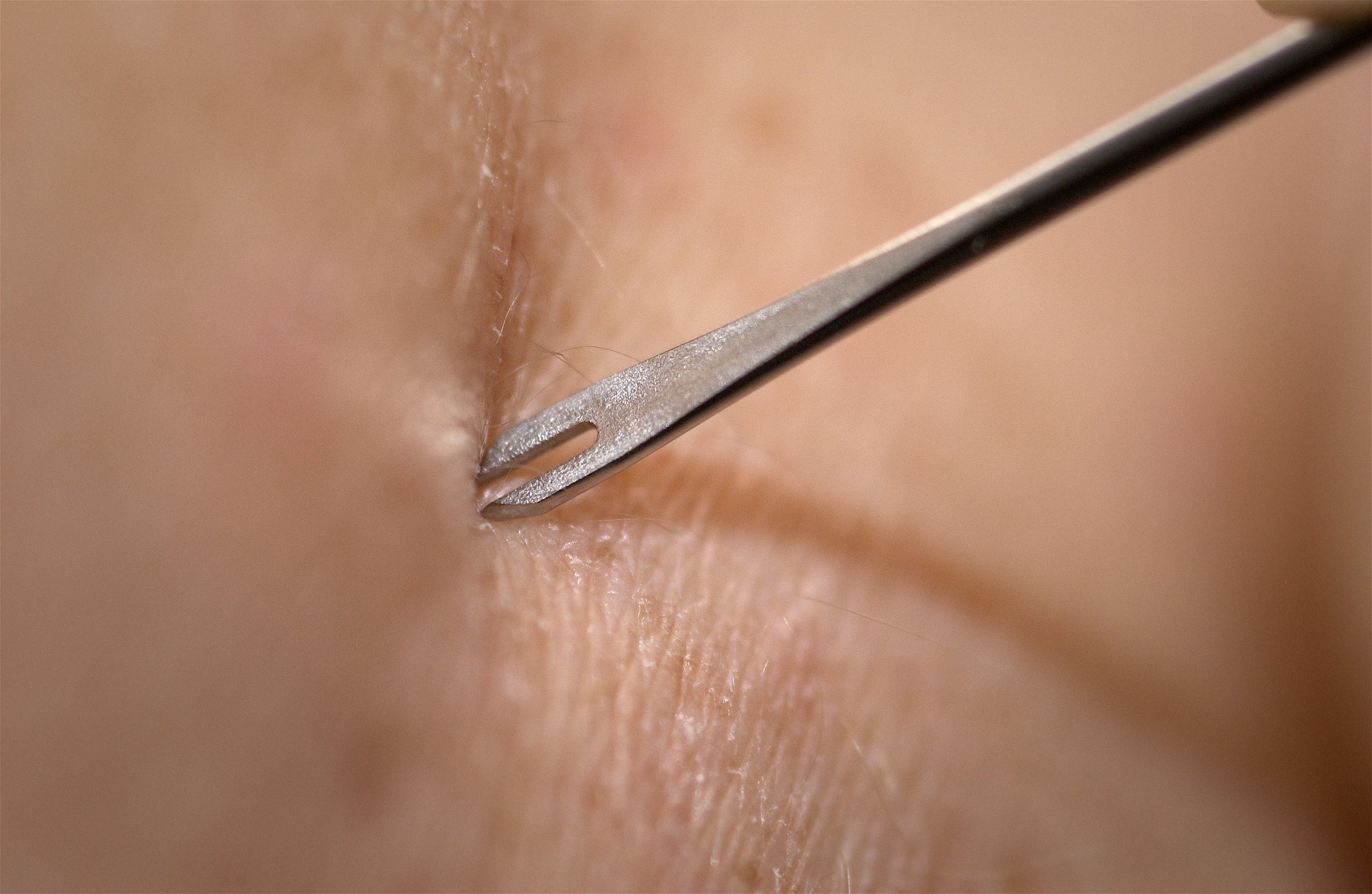
Bifurkationsnadel bei der klassischen Pockenimpfung. Beim Pockenimpfstoff der dritten Generation (Imvanex) erfolgt die Impfung dagegen subkutan.

Ein Pockenimpfstoff ist ein Impfstoff gegen das Pockenvirus.

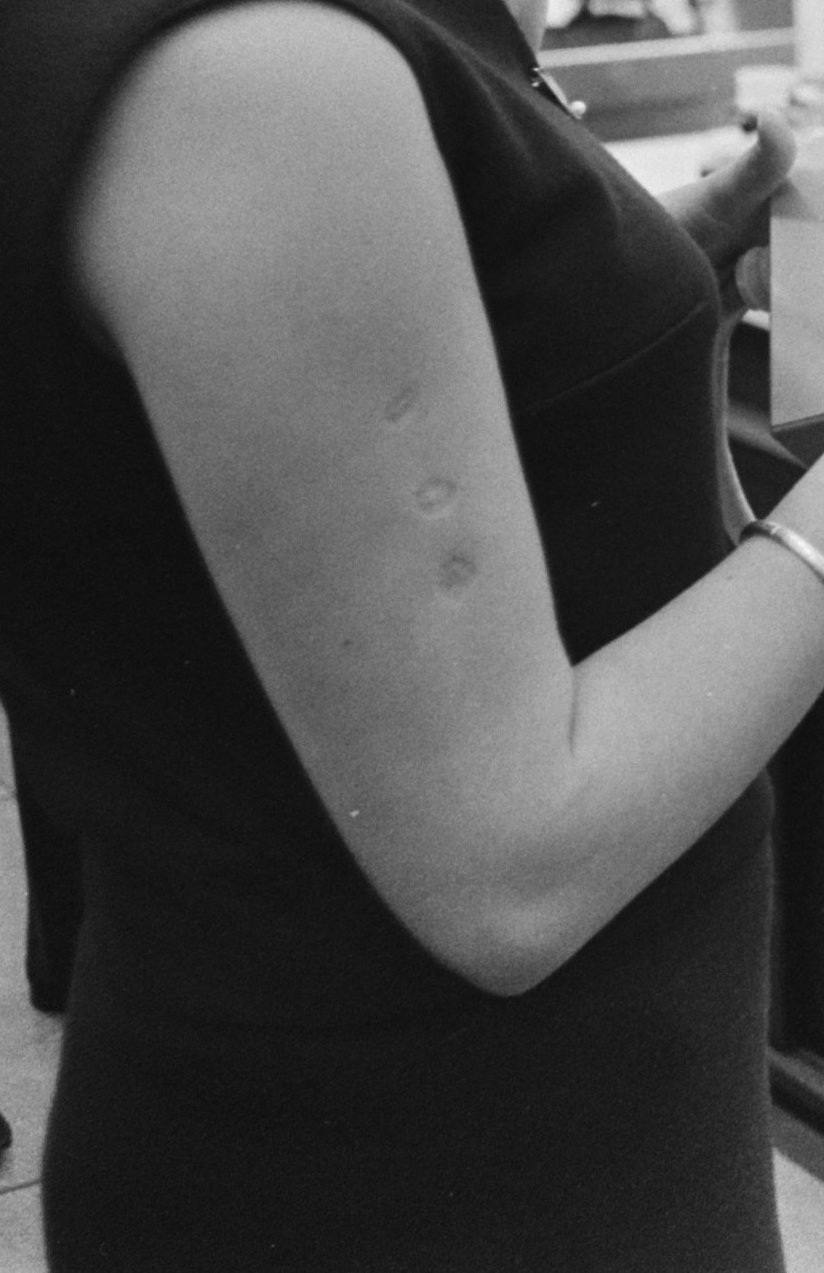
Typische Narbenbildung am Oberarm bei Nutzung einer Bifurkationsnadel

## Geschichte

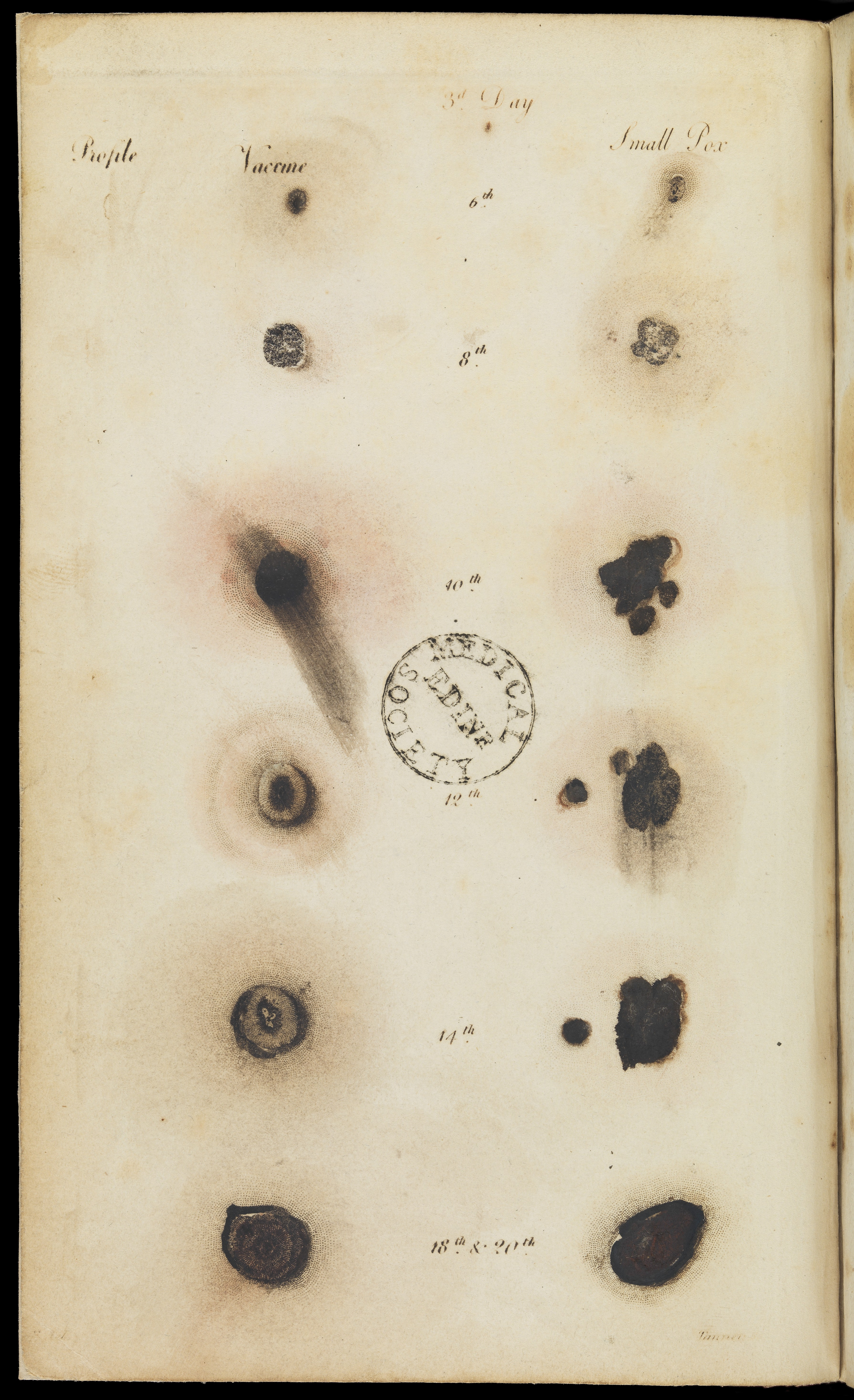
Vergleich der Einstichstellen bei der Vaccination und der Variolation

Pockenimpfstoffe sind die ältesten bekannten Impfstoffe. Seit vermutlich etwa 1000 n. Chr. wurden in China Variolationen durchgeführt. Die erste gesicherte Dokumentation über Pockenimpfungen stammt aus dem Jahr 1549 vom chinesischen Arzt Wan Quan (1499–1582) in seinem Werk Douzhen xinfa (痘疹心法). Bei dieser Impfung wurde gemahlener Pockenschorf in die Nase der Impflinge geblasen. Die daraus resultierende Immunität senkte die Letalität einer Pockenvirusinfektion von 20 bis 30 % auf unter 2 %. Bis ins 18. Jahrhundert wurden Impfungen zuerst mit Pockenviren (früher auch Variola major) als Lebendimpfstoff durchgeführt, was als Variolation bezeichnet wurde. In Jamaika wurden ab 1729 Pockenimpfungen vorgenommen, „da die Blattern sonst oft eine Menge Menschen hinwegrafft.“ Bereits 1767 führte der Mediziner Franz Heinrich Meinolph Wilhelm (1725–1794), der in Wien die Variolation mit echten Menschenpocken kennengelernt hatte, am Würzburger Juliusspital Pockenimpfungen durch. Ab Ende des 18. Jahrhunderts wurde von Edward Jenner der Wirksamkeitsnachweis einer Pockenimpfung mit dem Vacciniavirus (früher auch Variolae Vaccinae) erbracht, die auch seltener zu einer Erkrankung führte. Daraus leitet sich eine der heutigen Bezeichnungen für Impfung ab, die Vakzination, die Jenners Bekannter Richard Dunning im Jahr 1800 prägte. Das Vacciniavirus wurde ursprünglich für ein Kuhpockenvirus gehalten (lat. vacca – die Kuh). Inzwischen ist bekannt, dass das Vacciniavirus näher mit den Pferdepocken als mit den Kuhpocken verwandt ist.
Im Frühjahr 1800 unternahm der deutsche Arzt Gerhard Reumont eine Studienreise nach London zu Edward Jenner, um unter dessen Anleitung die von ihm 1796 entwickelte Pockenschutzimpfung zu erlernen. Auf seiner Rückreise führte er in Dover und mehreren französischen Städten Schutzimpfungen durch. Anlässlich seines Aufenthaltes in Paris wurde er eingeladen, am Institut National de Paris Vorträge über die neue Art der Vorsorge zu halten. Neben mehreren hochrangigen Offizieren war unter anderem auch Napoleon Bonaparte anwesend, der sich über den militärischen Nutzen von Impfungen erkundigte. Reumont, der spätere Kurarzt Kaiserin Joséphines, führte am 17. April 1801 in Aachen und im Département de la Roer die Pockenschutzimpfung ein. In und um Blankenese tat sich Friederike Klünder auch selbst mit Pockenimpfungen an der Bevölkerung hervor. Am 26. August 1807 wurde in Bayern als weltweit erstem Land eine Impfpflicht eingeführt. Bereits 1812 wurden im Département de la Roer mehr als 10.000 Kinder jährlich geimpft und Reumont wurde von Napoleon Bonaparte für seine Verdienste um die Bekämpfung der Pocken öffentlich geehrt. Ab 1803 wurde der Impfstoff im Rahmen der von der spanischen Krone finanzierten „Real Expedición Filantrópica de la Vacuna“ (Königlich philanthropische Impfexpedition, auch „Balmis-Expedition“) unter Leitung von Francisco Javier Balmis in die spanischen Kolonien nach Lateinamerika und Asien gebracht, um auch dort Impfkampagnen zu initiieren. Die Spanier verwendeten für den Transport des Pocken-Impfstoffs 22 Waisenkinder. Die Kinder wurden während der Überfahrt von der spanischen Krankenschwester Isabel Zendal Gómez betreut und gepflegt.
Im 20. Jahrhundert wurde die Attenuierung von Viren durch Passagieren in Zellkulturen entdeckt, die zur Herstellung von Pockenvirus-Impfstämmen mit geringeren Nebenwirkungen eingesetzt wurde, z. B. das NYCBH (USA), EM-63 (UdSSR), Tempel des Himmels (China), das Modified-Vaccinia-Ankara-Virus (Deutschland) und ACAM2000. Ab den 1960er Jahren wurden Pockenimpfstoffe mit einer von Benjamin Rubin entwickelten Bifurkationsnadel (Nadel mit geteilter Spitze) verabreicht, wodurch die notwendige Dosis des Impfstoffes auf ein Viertel verringert wurde. In Westdeutschland endete 1976 die Impfpflicht für Pockenimpfstoffe, die in Deutschland seit dem Impfgesetz von 1874 gegolten hatte. Die weltweite Verwendung von Pockenimpfstoffen mündete unter der Koordination durch Donald A. Henderson im Jahr 1980 in der Eradikation der Pocken. Am 1. Januar 1981 wurde in Österreich die Impfpflicht aufgehoben, in der DDR Ende 1982. Pockenviren werden seitdem noch in den Centers of Disease Control and Prevention in Atlanta und im staatlichen Forschungszentrum für Virologie und Biotechnologie „Vektor“ in Kolzowo gelagert.
Seit 1992 werden attenuierte Pockenviren vor allem im Zuge des Impfstoffdesigns als virale Impfvektoren gegen andere Erkrankungen eingesetzt, z. B. das Modified-Vaccinia-Ankara-Virus. Die Verwendung als Impfvektor gegen andere Krankheiten wurde 1992 in der Arbeitsgruppe von Bernard Moss entwickelt.

## Immunologie und Impfschutz gegen die Pocken
Die Verletzung der Haut mit der Bifurkationsnadel führt zu einer zusätzlichen Aktivierung der angeborenen Immunantwort. Verschiedene Zytokine werden induziert. Für die Vermehrung der T-Zellen sind bei einer Pockenimpfung weder Interferone des Typs I noch Interleukin-12 notwendig. Bei der Impfreaktion werden neutralisierende Antikörper gebildet, die vor einer Infektion mit humanen Pockenviren schützen. Innerhalb von ein bis zwei Wochen weisen 95 % der Geimpften neutralisierende Antikörper mit einem Titer von eins zu über zehn auf. Ein Titer über Werten zwischen eins zu zwanzig und eins zu 32 (je nach Quelle) wird mit einer Immunität assoziiert. Zytotoxische T-Zellen sind an der Entfernung der Viren beteiligt.
Der Impfschutz durch eine einzelne Pockenimpfung nimmt laut CDC nach etwa drei bis fünf Jahren ab, nach 20 Jahren sei der Impfschutz vernachlässigbar gering. Bei erfolgreicher zweimaliger Impfung kann der Schutz gegenüber schwerer Erkrankung über dreißig Jahre anhalten. Nach einer Studie aus dem Jahr 2003 hält der Schutz gegenüber (schwerer) Erkrankung nach einer Impfung vermutlich lebenslang an.

## Impfschutz gegenüber Affenpocken
Aufgrund der Ähnlichkeit der Viren schützen Impfstoffe, die zum Schutz vor den echten Pocken entwickelt wurden, auch vor Affenpocken. Eine Studie aus dem Jahr 1988 fand einen Schutz nach Pockenimpfung vor einer Ansteckung mit Affenpocken von etwa 85 %. Vor schweren Krankheitsverläufen ist man besser geschützt. Im Falle einer Exposition kann bis zu vier Tage später eine Impfung mit dem Pockenimpfstoff ACAM2000 eine Infektion mit dem Affenpockenvirus verhindern. Bei einer Impfung mit ACAM2000 von 4 bis 14 Tage nach Exposition werden die Symptome gemildert. Entgegen früherer Einschätzungen der WHO verbreitete sich das Affenpockenvirus nach zuvor nur sporadischem Auftreten ab 2017 in Nigeria und ab dem Jahr 2022 weltweit in menschlichen Populationen. Das Robert Koch-Institut empfiehlt die prophylaktische Impfung für Personen mit einem erhöhten Expositions- und Infektionsrisiko und für Personen, die mit Infizierten in engerem Kontakt standen.
In der EU wurde der MVA-basierte Impfstoff unter dem Markennamen Imvanex im Juli 2022 zur Impfung gegen Affenpocken offiziell zugelassen. Zuvor wurde er bereits off-label eingesetzt. In den USA und Kanada hat der ACAM2000-Impfstoff und der MVA-Impfstoff unter dem Markennamen Jynneos eine Zulassung (in den USA seit 2019) für den Einsatz gegen Pockenviren und Affenpockenviren.

## Impfstämme
- Lister/Elstree (GB)
- Dryvax (USA)
- ACAM2000 Acambis (USA, replikationskompetent, aus Dryvax in Zellkultur hergestellt)[51]
- Modified-Vaccinia-Ankara-Virus (D, replikationsinkompetent)[51]
- EM63 (GUS)
- LC16m8 (Japan)
- CV-1 (USA)
- Western Reserve
- Copenhagen (Dänemark)
- Connaught Laboratories (Canada)
- NYCBOH Aventis (Frankreich)[52]
- Tiantan Sinopharm (China)[52]

Der aktuell in Europa zugelassene Pockenimpfstoff verwendet das Modified-Vaccinia-Ankara-Virus, das im menschlichen Körper nicht vermehrungsfähig ist; es ist das Präparat des deutsch-dänischen Unternehmens Bavarian Nordic und ist in der EU (und im UK) unter dem Namen Imvanex und in den USA unter dem Namen Jynneos (dort zugelassen seit 2019) erhältlich.

## Nebenwirkungen

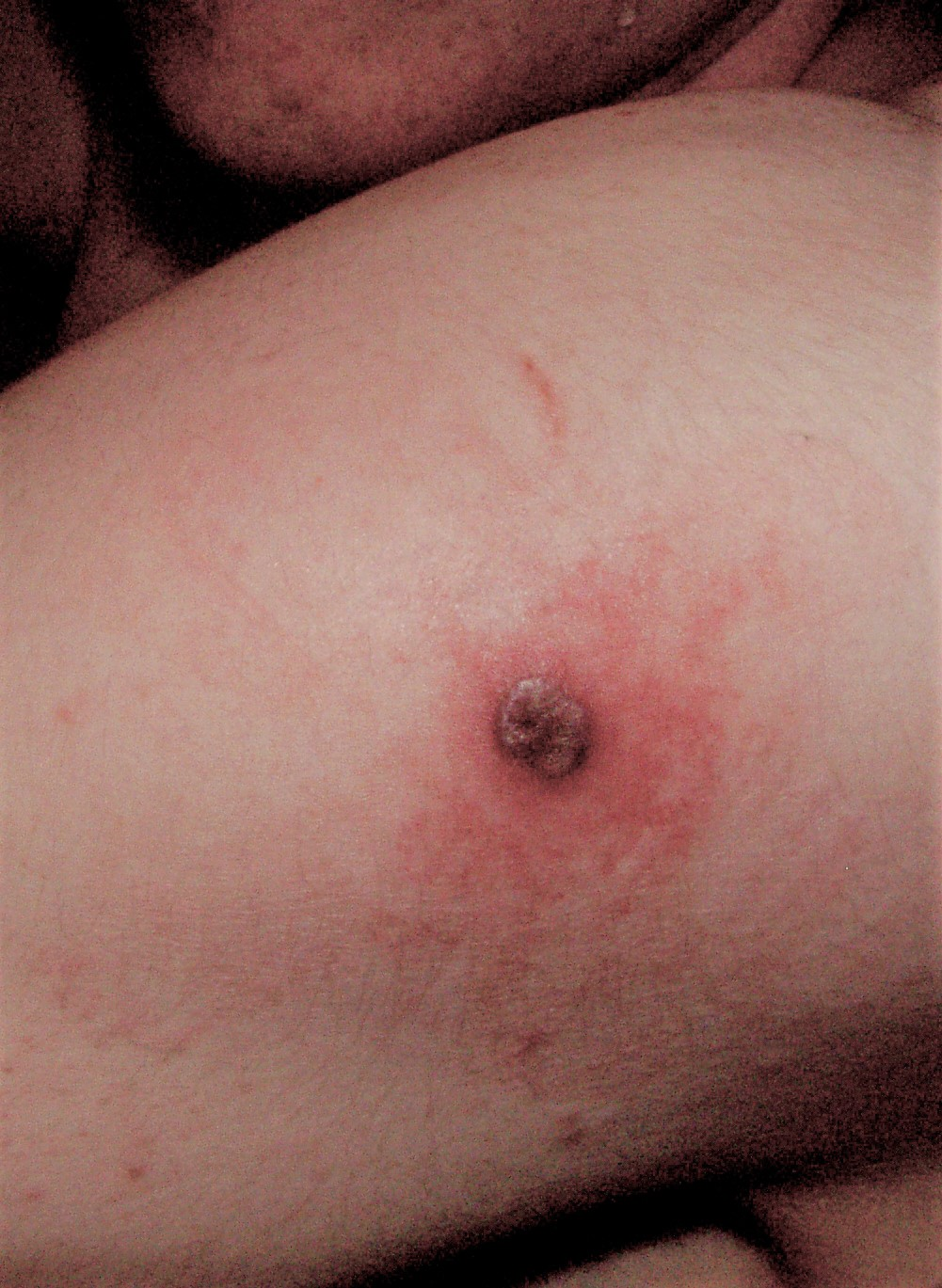
Impfstelle der alten Impfung nach einigen Tagen, woraus später die früher typische Impfnarbe entstand

Unerwünschte Arzneimittelwirkungen umfassten bei Impfungen mit dem alten Impfstamm NYCBH Rötung und Schwellung am Impfort, Herzmuskel- (Myokarditis) und/oder Herzbeutelentzündung (Perikarditis) (1:2.000), Minderdurchblutung (Ischämie) (1:4.000) sowie generalisierte Vacciniavirusinfektionen (1:20.000).
Beim Impfstamm Lister/Elstree können Schmerzen an der Einstichstelle (71 %), davon in 25 % mittel oder stark sowie erhöhte Temperatur über 37,7 °C (16 %) auftreten. Weitere beobachtete Effekte sind Jucken (72 %), Rötung (27 %), ein geschwollener Achsellymphknoten (38 %), Grippe-ähnliche Symptome (40 %) und Kopfschmerzen (23 %). Bei Impflingen, die bereits zuvor eine Pockenimpfung erhalten hatten, sind die grippeähnlichen Symptome und die Rötung weniger ausgeprägt.

## Kontraindikationen
ACAM2000 darf nicht angewendet werden bei Personen mit Allergien gegen Bestandteile des Impfstoffs, bei Personen mit atopischer Dermatitis oder einer anderen abschilfernden Dermatitis, Personen mit Immunsuppression, Schwangeren oder stillenden Müttern oder Kindern im ersten Lebensjahr. Imvanex bzw. Jynneos darf nicht bei Personen mit Allergien gegen Bestandteile des Impfstoffs angewendet werden.

## Herstellung
Die Herstellung erfolgte ab der Mitte des 20. Jahrhunderts in infizierten Tieren, embryonierten Hühnereiern oder Zellkulturen mit anschließender Virusisolierung. Ab Ende des 19. Jahrhunderts wurde erstmals durch Sydney Arthur Monckton Copeman Glycerol als Konservierungsmittel hinzugegeben. In den 1940er Jahren wurde von Leslie Collier Phenol als weiteres Konservierungsmittel und 5 % Pepton für eine erhöhte Haltbarkeit der Pockenviren bei der Gefriertrocknung hinzugesetzt. Dadurch war für den gefriergetrockneten Impfstoff keine Kühlkette mehr erforderlich. Im Jahr 1988 verwendeten 39 Hersteller von Pockenimpfstoffen infizierte Kälber, zwölf Hersteller Schafe und sechs Hersteller Wasserbüffel, während je drei Hersteller Hühnereier oder Zellkulturen verwendeten.

## Bestände
Nach 1979 wurden von der WHO Pockenimpfstoffe in einer Größenordnung gelagert, um etwa 200 Millionen Menschen impfen zu können. Im Laufe der Jahre, nach der Eradikation, wurden die Bestände zunächst reduziert, nach Empfehlung der WHO 1986 auf 2 bis 5 Millionen Impfdosen. Um 2006 wurden aber gerade in Entwicklungsländern die Bestände wieder aufgestockt.